# Ligue de football du pays de Galles
 (mars 2019).
Si vous disposez d'ouvrages ou d'articles de référence ou si vous connaissez des sites web de qualité traitant du thème abordé ici, merci de compléter l'article en donnant les références utiles à sa vérifiabilité et en les liant à la section « Notes et références ».
La ligue du pays de Galles de football (en anglais : Welsh Football League Division One ; en gallois : Cynghrair Cymru) est une compétition annuelle de football disputée entre clubs de Galles du Sud et de Galles de l’Ouest. 
De 1904 à 1992, cette compétition correspondait au plus haut niveau hiérarchique du football gallois, et rassemblait des clubs de tout le pays de Galles. La compétition portait le nom de Welsh League, Premier Division ou encore National Division.
Avec l'instauration du professionnalisme et la création de la Welsh Premier League, la ligue est rétrogradée au 2e échelon. Une compétition rassemblant les clubs de Galles du Nord et de Galles centrales est également créée (Cymru Alliance). 

## Palmarès

### 1904-1992
| Saison                                  | Vainqueur                                   |                                             |
| --------------------------------------- | ------------------------------------------- | ------------------------------------------- |
| Rhymney Valley League Division 1        |                                             |                                             |
| 1904–05                                 | Aberdare                                    |                                             |
| 1905–06                                 | Rogerstone                                  |                                             |
| 1906–07                                 | Cwmaman                                     |                                             |
| 1907–08                                 | Ton Pentre                                  |                                             |
| 1908–09                                 | Aberdare                                    |                                             |
| Glamorgan League Division 1             |                                             |                                             |
| 1909–10                                 | Treharris                                   |                                             |
| 1910–11                                 | Merthyr Town                                |                                             |
| 1911–12                                 | Aberdare                                    |                                             |
| Welsh Football League Division 1        |                                             |                                             |
| 1912–13                                 | Swansea Town Reserves                       |                                             |
| 1913–14                                 | Llanelli                                    |                                             |
| 1914–15                                 | Ton Pentre                                  |                                             |
| 1915–1919                               | Non jouée due à la Première Guerre mondiale | Non jouée due à la Première Guerre mondiale |
| 1919–20                                 | Mid Rhondda                                 |                                             |
| 1920–21                                 | Aberdare                                    |                                             |
| 1921–22                                 | Porth                                       |                                             |
| 1922–23                                 | Cardiff City Reserves                       |                                             |
| 1923–24                                 | Pontypridd FC                               |                                             |
| 1924–25                                 | Swansea Town Reserves                       |                                             |
| 1925–26                                 | Swansea Town Reserves                       |                                             |
| 1926–27                                 | Barry Town Reserves                         |                                             |
| 1927–28                                 | Newport County Reserves                     |                                             |
| 1928–29                                 | Cardiff City Reserves                       |                                             |
| 1929–30                                 | Llanelli                                    |                                             |
| 1930–31                                 | Merthyr Town Reserves                       |                                             |
| 1931–32                                 | Lovell's Athletic                           |                                             |
| 1932–33                                 | Llanelli                                    |                                             |
| 1933–34                                 | Swansea Town Reserves                       |                                             |
| 1934–35                                 | Swansea Town Reserves                       |                                             |
| 1935–36                                 | Swansea Town Reserves                       |                                             |
| 1936–37                                 | Newport County Reserves                     |                                             |
| 1937–38                                 | Lovell's Athletic                           |                                             |
| 1938–39                                 | Lovell's Athletic                           |                                             |
| 1939–1945                               | Non jouée due à la Seconde Guerre mondiale  | Non jouée due à la Seconde Guerre mondiale  |
| 1945–46                                 | Lovell's Athletic                           |                                             |
| 1946–47                                 | Lovell's Athletic                           |                                             |
| 1947–48                                 | Lovell's Athletic                           |                                             |
| 1948–49                                 | Merthyr Town Reserves                       |                                             |
| 1949–50                                 | Merthyr Tydfil Reserves                     |                                             |
| 1950–51                                 | Swansea Town Reserves                       |                                             |
| 1951–52                                 | Merthyr Tydfil Reserves                     |                                             |
| 1952–53                                 | Ebbw Vale                                   |                                             |
| 1953–54                                 | Pembroke Borough                            |                                             |
| 1954–55                                 | Newport County Reserves                     |                                             |
| 1955–56                                 | Pembroke Borough                            |                                             |
| 1956–57                                 | Haverfordwest County                        |                                             |
| 1957–58                                 | Ton Pentre                                  |                                             |
| 1958–59                                 | Abergavenny Thursdays                       |                                             |
| 1959–60                                 | Abergavenny Thursdays                       |                                             |
| 1960–61                                 | Ton Pentre                                  |                                             |
| 1961–62                                 | Swansea Town Reserves                       |                                             |
| 1962–63                                 | Swansea Town Reserves                       |                                             |
| 1963–64                                 | Swansea Town Reserves                       |                                             |
| Welsh Football League Premier Division  |                                             |                                             |
| 1964–65                                 | Swansea Town Reserves                       |                                             |
| 1965–66                                 | Lovell's Athletic                           |                                             |
| 1966–67                                 | Cardiff City Reserves                       |                                             |
| 1967–68                                 | Cardiff City Reserves                       |                                             |
| 1968–69                                 | Bridgend Town                               |                                             |
| 1969–70                                 | Cardiff City Reserves                       |                                             |
| 1970–71                                 | Llanelli                                    |                                             |
| 1971–72                                 | Cardiff City Reserves                       |                                             |
| 1972–73                                 | Bridgend Town                               |                                             |
| 1973–74                                 | Ton Pentre                                  |                                             |
| 1974–75                                 | Newport County Reserves                     |                                             |
| 1975–76                                 | Swansea City Reserves                       |                                             |
| 1976–77                                 | Llanelli                                    |                                             |
| 1977–78                                 | Llanelli                                    |                                             |
| 1978–79                                 | Pontllanfraith                              |                                             |
| 1979–80                                 | Newport County Reserves                     |                                             |
| 1980–81                                 | Haverfordwest County                        |                                             |
| 1981–82                                 | Ton Pentre                                  |                                             |
| 1982–83                                 | Barry Town                                  |                                             |
| Welsh Football League National Division |                                             |                                             |
| 1983–84                                 | Barry Town                                  |                                             |
| 1984–85                                 | Barry Town                                  |                                             |
| 1985–86                                 | Barry Town                                  |                                             |
| 1986–87                                 | Barry Town                                  |                                             |
| 1987–88                                 | Ebbw Vale                                   |                                             |
| 1988–89                                 | Barry Town                                  |                                             |
| 1989–90                                 | Haverfordwest County                        |                                             |
| 1990–91                                 | Abergavenny Thursdays                       |                                             |
| 1991–92                                 | Abergavenny Thursdays                       |                                             |

### 1992-2018
| Saison                           | Vainqueur             |
| -------------------------------- | --------------------- |
| Welsh Football League Division 1 |                       |
| 1992–93                          | Ton Pentre            |
| 1993–94                          | Barry Town            |
| 1994–95                          | Briton Ferry Athletic |
| 1995–96                          | Carmarthen Town       |
| 1996–97                          | Haverfordwest County  |
| 1997–98                          | Ton Pentre            |
| 1998–99                          | Ton Pentre            |
| 1999–00                          | Ton Pentre            |
| 2000–01                          | Ton Pentre            |
| 2001–02                          | Ton Pentre            |
| 2002–03                          | Bettws                |
| 2003–04                          | Llanelli              |
| 2004–05                          | Ton Pentre            |
| 2005–06                          | Goytre United         |
| 2006–07                          | Neath Athletic        |
| 2007–08                          | Goytre United         |
| 2008–09                          | Aberdare Town         |
| 2009–10                          | Goytre United         |
| 2010–11                          | Bryntirion Athletic   |
| 2011–12                          | Cambrian & Clydach    |
| 2012–13                          | West End              |
| 2013–14                          | Monmouth Town         |
| 2014–15                          | Caerau (Ely)          |
| 2015–16                          | Cardiff Met           |
| 2016-17                          | Barry Town United     |
| 2017-18                          | Llanelli Town         |

### Bilan
| Club                         | Victoire | Années |
| ---------------------------- | -------- | --- |
| Swansea City AFC (Réserve)   | 12       | 1912–13, 1924–25, 1925–26, 1933–34, 1934–35, 1935–36, 1950–51, 1961–62 1962–63, 1963–64, 1964–65, 1975–76 |
| Lovell's Athletic            | 7        | 1931–32, 1937–38, 1938–39, 1945–46, 1946–47, 1947–48, 1965–66                                             |
| Barry Town United(réserve)   | 7        | 1926–27, 1982–83, 1983–84, 1984–85, 1985–86, 1986–87, 1988–89                                             |
| Cardiff City FC (Réserve)    | 6        | 1922–23, 1928–29, 1966–67, 1967–68, 1969–70, 1971–72                                                      |
| Llanelli AFC                 | 6        | 1913–14, 1929–30, 1932–33, 1970–71, 1976–77, 1977–78                                                      |
| Ton Pentre FC                | 6        | 1907–08, 1914–15, 1957–58, 1960–61, 1973–74, 1981–82                                                      |
| Newport County AFC (Réserve) | 5        | 1927–28, 1936–37, 1954–55, 1974–75, 1979–80                                                               |
| Aberdare Athletic FC         | 4        | 1904–05, 1908–09, 1911–12, 1920–21                                                                        |
| Abergavenny Thursdays FC     | 4        | 1958–59, 1959–60, 1990–91, 1991–92                                                                        |
| Merthyr Town FC (Réserve)    | 3        | 1910–11, 1930–31, 1948–49                                                                                 |
| Haverfordwest County AFC     | 3        | 1956–57, 1980–81, 1989–90                                                                                 |
| Merthyr Tydfil FC (Réserve)  | 2        | 1949–50, 1951–52                                                                                          |
| Pembroke Borough             | 2        | 1953–54, 1955–56                                                                                          |
| Bridgend Town AFC            | 2        | 1968–69, 1972–73                                                                                          |
| Ebbw Vale FC                 | 2        | 1952–53, 1987–88                                                                                          |
| Rogerstone                   | 1        | 1905–06                                                                                                   |
| Cwmaman                      | 1        | 1906–07                                                                                                   |
| Treharris                    | 1        | 1909–10                                                                                                   |
| Mid Rhondda                  | 1        | 1919–20                                                                                                   |
| Porth                        | 1        | 1921–22                                                                                                   |
| Pontypridd FC                | 1        | 1923–24                                                                                                   |
| Pontllanfraith               | 1        | 1978–79                                                                                                   |

| Club                     | Victoire | Années                                                        |
| ------------------------ | -------- | ------------------------------------------------------------- |
| Ton Pentre               | 7        | 1992–93, 1997–98, 1998–99, 1999–00, 2000–01, 2001–02, 2004–05 |
| Goytre United            | 3        | 2005–06, 2007–08, 2009–10                                     |
| Llanelli AFC             | 2        | 2003–04, 2017-18                                              |
| Barry Town United        | 2        | 1993–94, 2016-17                                              |
| Briton Ferry Athletic FC | 1        | 1994–95                                                       |
| Carmarthen Town AFC      | 1        | 1995–96                                                       |
| Haverfordwest County AFC | 1        | 1996–97                                                       |
| Bettws FC                | 1        | 2002–03                                                       |
| Neath Athletic           | 1        | 2006–07                                                       |
| Aberdare Town            | 1        | 2008–09                                                       |
| Bryntirion Athletic      | 1        | 2010–11                                                       |
| Cambrian & Clydach       | 1        | 2011–12                                                       |
| West End                 | 1        | 2012–13                                                       |
| Monmouth Town            | 1        | 2013–14                                                       |
| Caerau (Ely)             | 1        | 2014–15                                                       |